# سيزار سانشيز (لاعب كرة قدم)
سيزار سانشيز هو لاعب كرة قدم بوليفي، ولد في 29 يناير 1935، وتوفي في 26 نوفمبر 2012.